# Xizangiana
Genre
Synonymes
- Xizangia Song, Zhu & Zhang, 2004 nec Zhang, 1982

Xizangiana est un genre d'araignées aranéomorphes de la famille des Gnaphosidae.

## Distribution
Les espèces de ce genre se rencontrent en Chine et en Inde.

## Liste des espèces
Selon World Spider Catalog (version 25.0, 13/03/2024) :
- Xizangiana benae Liu & Zhang, 2023
- Xizangiana linzhiensis (Hu, 2001)
- Xizangiana longlin Liu & Zhang, 2023
- Xizangiana namchabarwa Liu & Zhang, 2023
- Xizangiana pawani (Gajbe, 1993)
- Xizangiana plankton Liu & Zhang, 2024
- Xizangiana rigaze (Song, Zhu & Zhang, 2004)
- Xizangiana sedula (Simon, 1897)
- Xizangiana shenxian Liu & Zhang, 2023
- Xizangiana xiangbi Liu & Zhang, 2023

## Systématique et taxinomie
Xizangia Song, Zhu & Zhang, 2004 étant préoccupé par Xizangia Zhang, 1982, il est remplacé par Xizangiana par Sherwood, Li et Zhang en 2022.

## Publications originales
- Sherwood, Li & Zhang, 2022 : « A replacement name for Xizangia Song, Zhu & Zhang, 2004 (Araneae: Gnaphosidae). » Acta Arachnologica Sinica, vol. 31, no 1, p. 64-65.
- Song, Zhu & Zhang, 2004 : Fauna Sinica: Invertebrata Vol. 39: Arachnida: Araneae: Gnaphosidae. Science Press, Beijing, p. 1-362.